# Syzeuctus elegans
Syzeuctus elegans là một loài tò vò trong họ Ichneumonidae.